# Guillaume d'Arschot Schoonhoven (1800-1876)
Guillaume Ernest Philippe d'Arschot Schoonhoven (Voort, 6 juli 1800 - Woelingen, 30 juni 1876) was een Belgisch senator.

## Biografie

### Familie
Graaf Guillaume d'Arschot Schoonhoven was een telg uit het oude geslacht d'Arschot Schoonhoven. Hij was een zoon van Philippe d'Arschot Schoonhoven, lid van de Eerste Kamer, lid van het Nationaal Congres, gouverneur van Zuid-Brabant, senator en grootmaarschalk aan het Hof, en Marie-Ghislaine van der Noot. Hij trouwde in 1829 in Roisin met Aglaé de Louvencourt (1807-1858). Ze kregen zes zoons en vier dochters, van wie twee zoons voor nageslacht zorgden.
- Anatole d'Arschot Schoonhoven (1830-1879), legatieattaché, trouwde in 1858 in Ben-Ahin met gravin Alice de Looz-Corswarem (1839-1912). Ze kregen een zoon, graaf Guillaume d'Arschot Schoonhoven, met afstammelingen tot heden.
- Léon d'Arschot Schoonhoven (1836-1887), trouwde in 1876 in Brussel met Louise van Hoobrouck d'Aspre (1852-1923). Ze kregen een zoon en twee dochters, met afstammelingen tot heden.
- Mathilde d'Arschot Schoonhoven (1841-1874), trouwde in 1871 in Elsene met baron Edmond de Pitteurs-Hiegaerts (1831-1896), ambassadeur, zoon van baron Antoine de Pitteurs-Hiegaerts, gemeenteraadslid van Sint-Truiden, lid van de Provinciale Staten van Limburg, provincieraadslid van Limburg en senator, en broer van baron Henri de Pitteurs-Hiegaerts, gemeenteraadslid van Sint-Truiden, provincieraadslid van Limburg, volksvertegenwoordiger en gouverneur van Limburg. Ze kregen een zoon en een dochter, met afstammelingen tot heden.
- Ghislaine d'Arschot Schoonhoven (1848-1935), trouwde in 1872 in Elsene met graaf Arthur van der Burch (1832-1900), luitenant, kleinzoon van graaf Charles-Albert van der Burch. Ze kregen twee zoons en vier dochters, met afstammelingen tot heden.

### Loopbaan
D'Arschot Schoonhoven werd kandidaat in de rechten aan de Rijksuniversiteit Leuven (1823). Beroepshalve was hij ambassaderaad. Onder het Verenigd Koninkrijk der Nederlanden werd hij korte tijd lid van de Tweede Kamer.
Op het lokale vlak was hij burgemeester van Voort (1836-1869) en provincieraadslid van Limburg (1839-1845 en 1850-1858).
In 1845 werd hij verkozen tot katholiek senator voor het arrondissement Tongeren-Maaseik en bekleedde dit mandaat tot in 1849. Hij werd een tweede maal verkozen in 1863 en oefende toen het mandaat uit tot in 1868.